# Navele
Navele (havajski Nawele) bio je veliki poglavica ostrva Oahua na drevnim Havajima. Pripadao je lozi tahitskog čarobnjaka Mavekea.
Njegov otac je bio poglavica Kahokupohakano, čiji je otac bio poglavica Elepuukahonua, vladar Oahua. Majka Navelea je bila poglavarka Kaumana II.
Nakon smrti poglavice Elepuukahonue, nepoznata je ličnost zavladala ostrvom Oahuom, a nakon smrti te ličnosti, zavladao je Navele.
Navele je oženio ženu zvanu Kalanimoeikavaikai (Kalanimoeikawaikai), koja je znana i kao Kalanimoeikavaikaa (Kalanimoeikawaikaʻa). Njihov je sin bio veliki poglavica Lakona od Oahua.
Kalanimoeikavaikai je bila i žena čoveka zvanog Makalae. Njihova ćerka je bila Oveakalanikauvaha.